# Шишан
Шишан је насељено место у саставу општине Лижњан у јужној Истри, Хрватска.

## Историја
Шишан се први пут помиње 1149. године, али је вероватно било насељено у антици, о чему сведоче археолошка налазишта. Жупна црква Св. Феликса и Фортуната саграђена је на месту старије цркве из византијског доба, 1528. године. У селу постоји и црква св. Тројства из 1450. године.

## Становништво
На попису становништва 2011. године, Шишан је имао 849 становника.

## Попис1991.
На попису становништва 1991. године, насељено место Шишан је имало 525 становника, следећег националног састава:
| Попис 1991.‍  | Попис 1991.‍  | Попис 1991.‍ | Попис 1991.‍ | Попис 1991.‍ |
| ------------ | ------------ | ----------- | ----------- | ----------- |
|              |              |             |             |             |
| Хрвати       | Хрвати       |             | 208         | 39,61%      |
| Италијани    | Италијани    |             | 181         | 34,47%      |
| Срби         | Срби         |             | 11          | 2,09%       |
| Југословени  | Југословени  |             | 8           | 1,52%       |
| Муслимани    | Муслимани    |             | 8           | 1,52%       |
| Словенци     | Словенци     |             | 4           | 0,76%       |
| Црногорци    | Црногорци    |             | 2           | 0,38%       |
| Албанци      | Албанци      |             | 1           | 0,19%       |
| Бугари       | Бугари       |             | 1           | 0,19%       |
| Грци         | Грци         |             | 1           | 0,19%       |
| Словаци      | Словаци      |             | 1           | 0,19%       |
| остали       | остали       |             | 1           | 0,19%       |
| неопредељени | неопредељени |             | 20          | 3,80%       |
| регион. опр. | регион. опр. |             | 78          | 14,85%      |
| укупно: 525  |              |             |             |             |